# 5 Batalion Telegraficzny

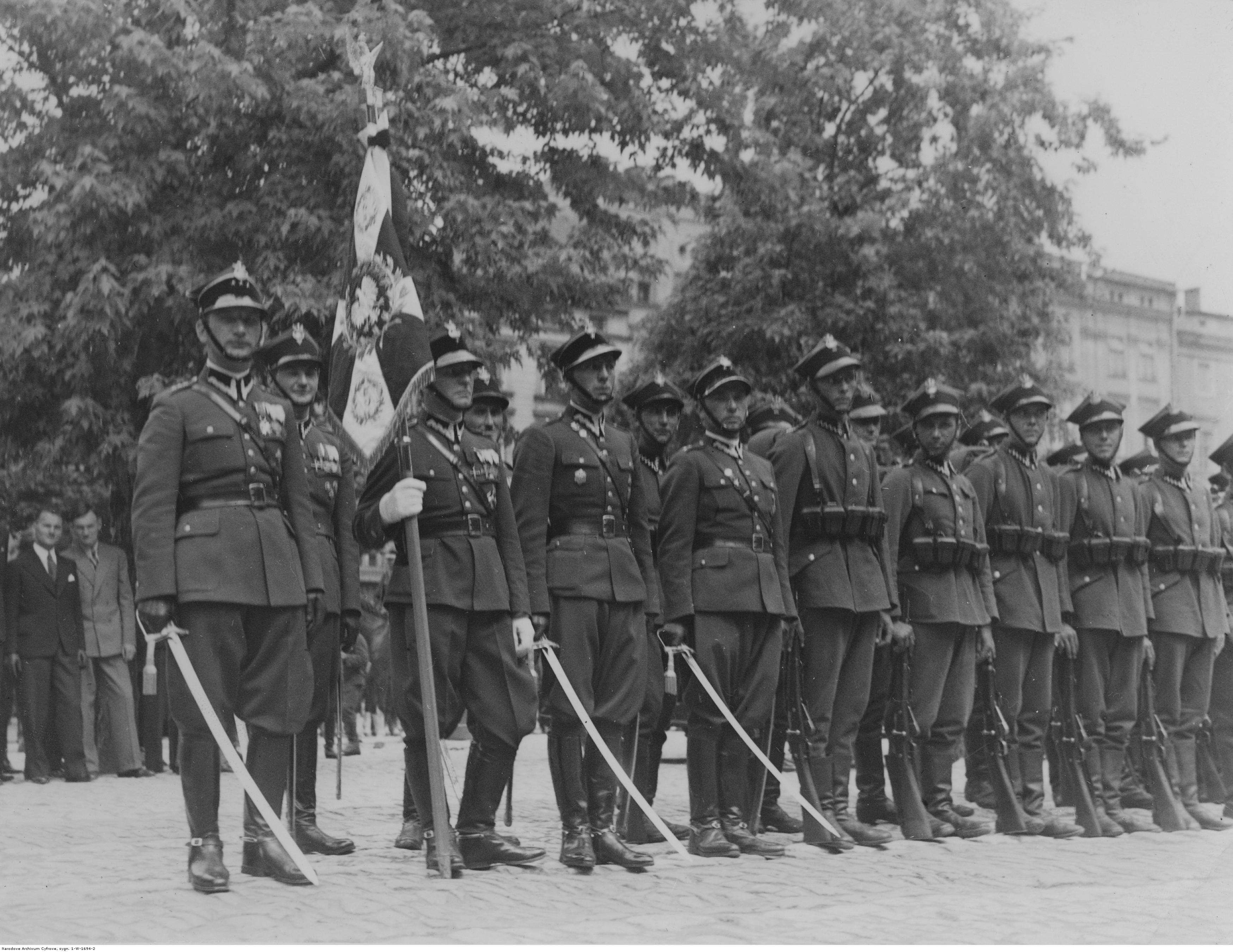
Święto 5 Batalionu Telegraficznego 29 czerwca 1937 – poczet sztandarowy

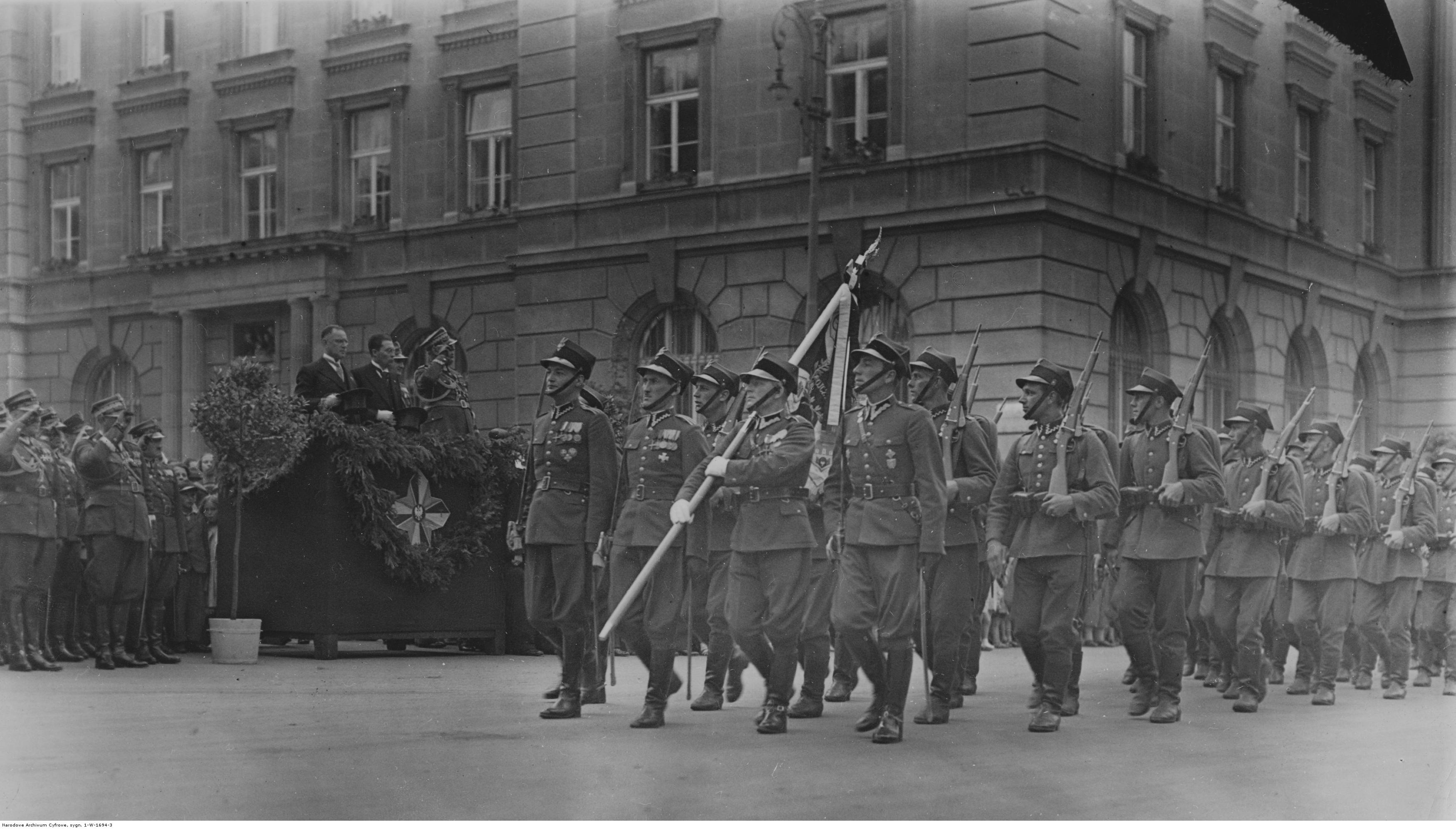
Święto 5 btlgr w Krakowie - defilada

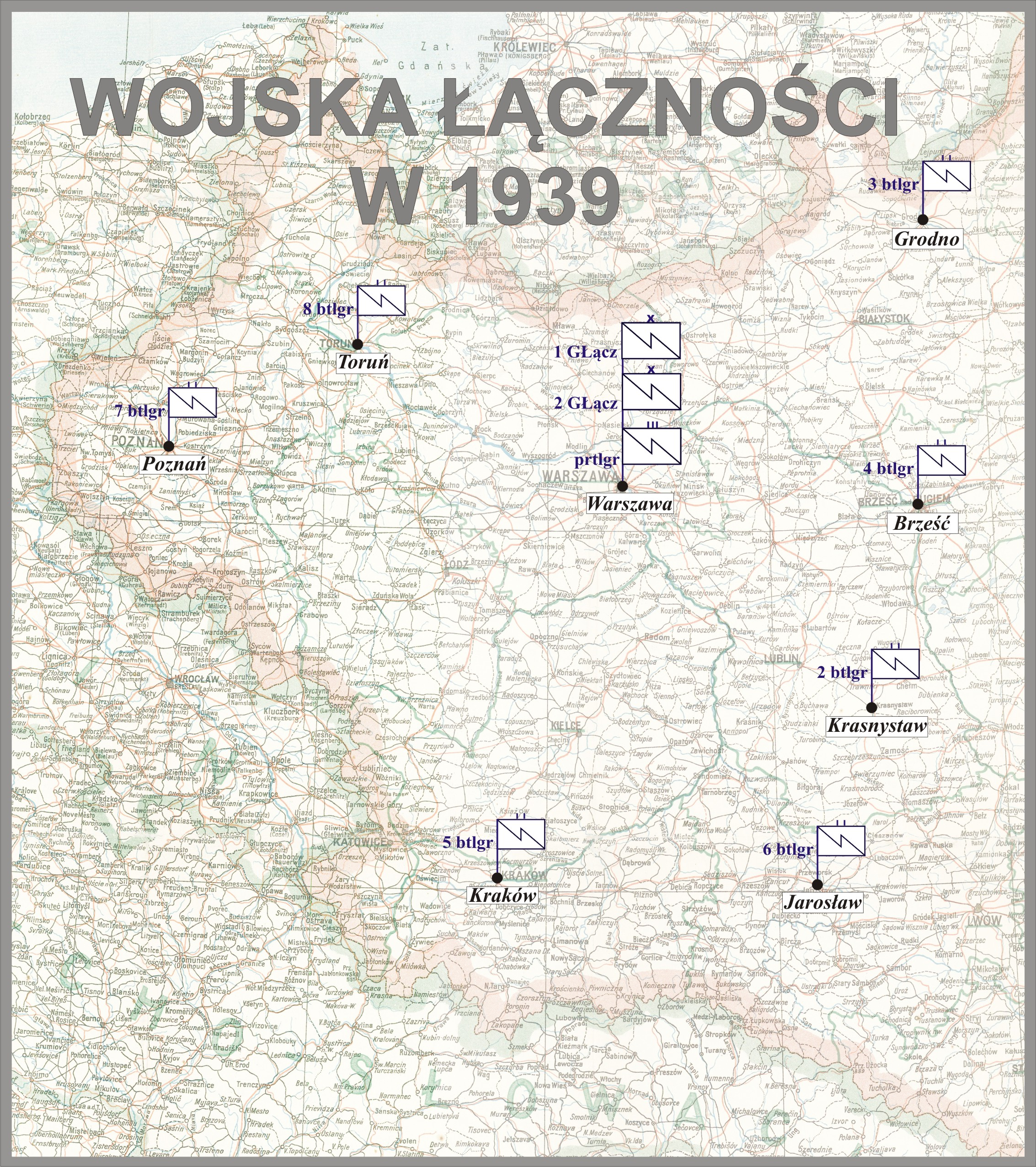
Wojska Łączności w 1939 przed wybuchem II wś

5 batalion telegraficzny Legionów (5 btlgr) – oddział łączności Wojska Polskiego w II Rzeczypospolitej.

## Historia oddziału
Batalion nawiązywał do tradycji bojowych oddziałów łączności Legionów Polskich, a wyszyta na jego sztandarze data „8 sierpnia”, jest dniem wymarszu Oddziału Telefonicznego Oddziałów Strzeleckich z Krakowa w 1914.
5 czerwca 1926 roku ogłoszono przeniesienie oficerów służby czynnej i rezerwy do nowej jednostki – 5 samodzielnego batalionu łączności. Batalion stacjonował w garnizonie Kraków, na terenie Okręgu Korpusu Nr V. W latach 1931–1933 batalion był podporządkowany dowódcy 2 Grupy Łączności w Krakowie. 19 kwietnia 1939 zostało utworzone Dowództwo 2 Grupy Łączności w Warszawie, któremu został podporządkowany między innymi 5 btlgr.

## Kadra 5 batalionu telegraficznego
Dowódcy batalionu
- mjr / ppłk łącz. Henryk Doskoczyński (VI 1926[4] – 7 VI 1933 → komendant kadry 4 batalionu telegraficznego[5])
- ppłk łącz. Edward Wolski (7 VI 1933[5] - XII 1934 → dyspozycja dowódcy OK V[6])
- mjr łącz. Ignacy Junosza-Drewnowski (1935–1939)[7][8]

Zastępcy dowódcy batalionu
- mjr łącz. Marian Michał Dorotycz-Malewicz (III 1932[9] – XII 1934 → dyspozycja dowódcy OK V[6])
- mjr łącz. Tadeusz Batowski (od XII 1934[7])

Kwatermistrzowie
- mjr łącz. Stanisław Rausz (od VI 1926[4])
- kpt. / mjr łącz. Jan II Chałupa (od IV 1935[10])

Oficerowie
- kpt. rez. łącz. Stanisław Jugendfein

Organizacja i obsada personalna w 1939
Pokojowa obsada personalna batalionu w marcu 1939 roku:
- dowódca batalionu – ppłk Ignacy Junosza-Drewnowski
- I zastępca dowódcy – mjr Tadeusz Batowski
- adiutant – por. Bohdan Chełmoński
- lekarz – por. lek. Jan Szymański
- II zastępca dowódcy (kwatermistrz) – mjr Jan II Chałupa
- oficer mobilizacyjny – por. Kępa Marian Bronisław
- zastępca oficera mobilizacyjnego – por. Tadeusz Józef Krokowski
- oficer administracyjno-materiałowy – kpt. piech. Wacław II Metelsld
- oficer gospodarczy – kpt. int. Bolesław Marian Moczulski
- oficer żywnościowy – por. Alfred Stanisław Burkot
- dowódca kompanii obsługi – vacat
- dowódca 1 kompanii – kpt. Florian Cerkaski
- dowódca plutonu – por. Apolinary Antoni Kowalewski
- dowódca plutonu – por. Bolesław Zygmunt Krawz
- dowódca plutonu – ppor. Stanisław Kostka Matwin
- dowódca 2 kompanii – kpt. Tadeusz Justyn Szulc
- dowódca plutonu – ppor.  Michał Jan Wencel
- dowódca plutonu – ppor. Stanisław Salwa
- dowódca 3 kompanii – por. Aleksander Józef Iwańczyk
- dowódca plutonu – ppor. Jarosław Ładysław Moll
- dowódca 4 kompanii – por. Edward Mieczysław Tołubiński
- dowódca plutonu – ppor. Jerzy Indulski
- dowódca plutonu – ppor. Antoni Bartek
- dowódca 5 kompanii – kpt. Eugeniusz Zbigniew Sadowski
- dowódca plutonu – ppor. Tadeusz Andrzej Matusiak
- dowódca plutonu – ppor. Kazimierz Taler
- dowódca plutonu – ppor. Kazimierz Mieczysław Wołosz
- komendant parku – kpt. Eugeniusz Kozakiewicz

## Symbole batalionu

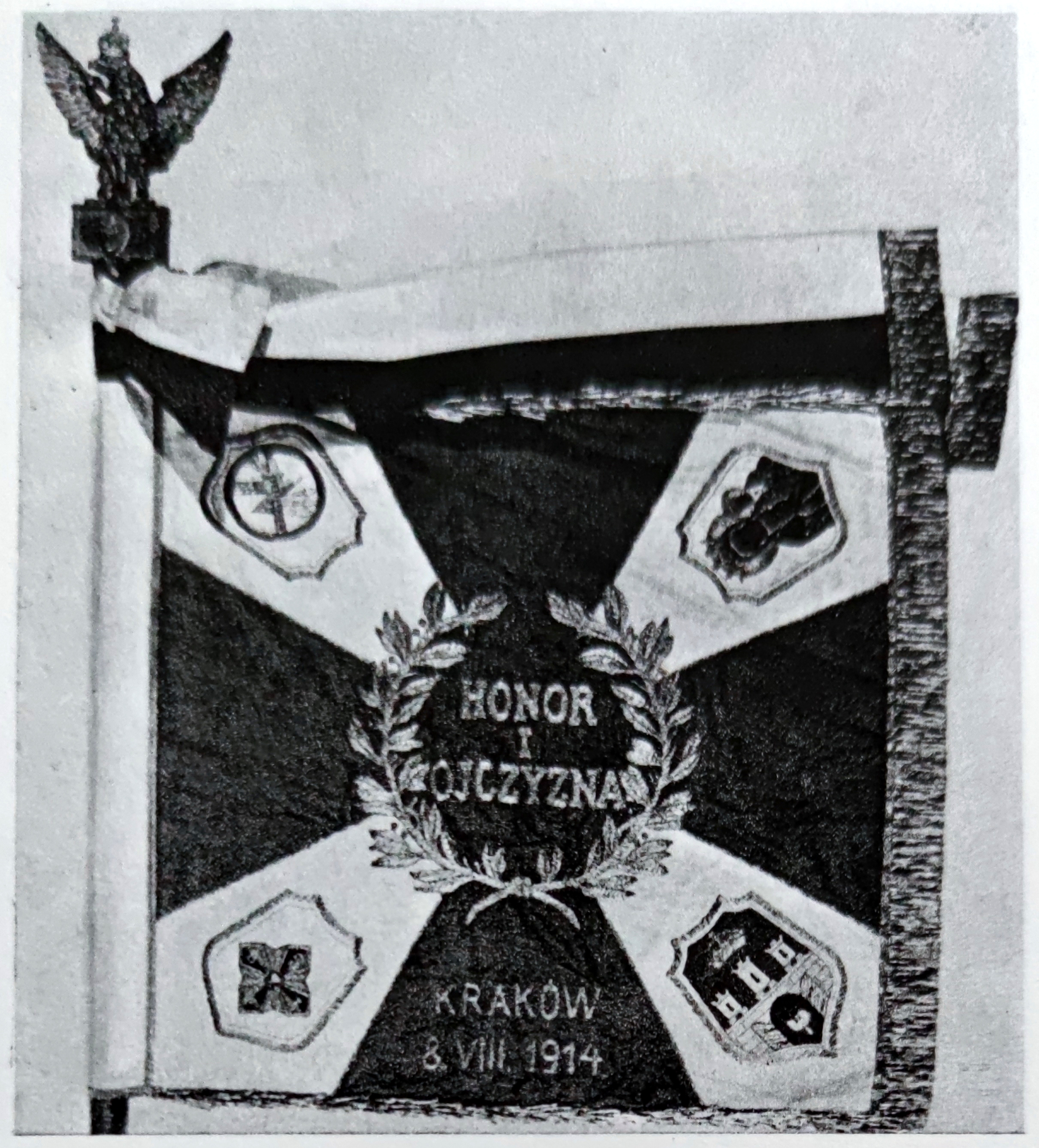

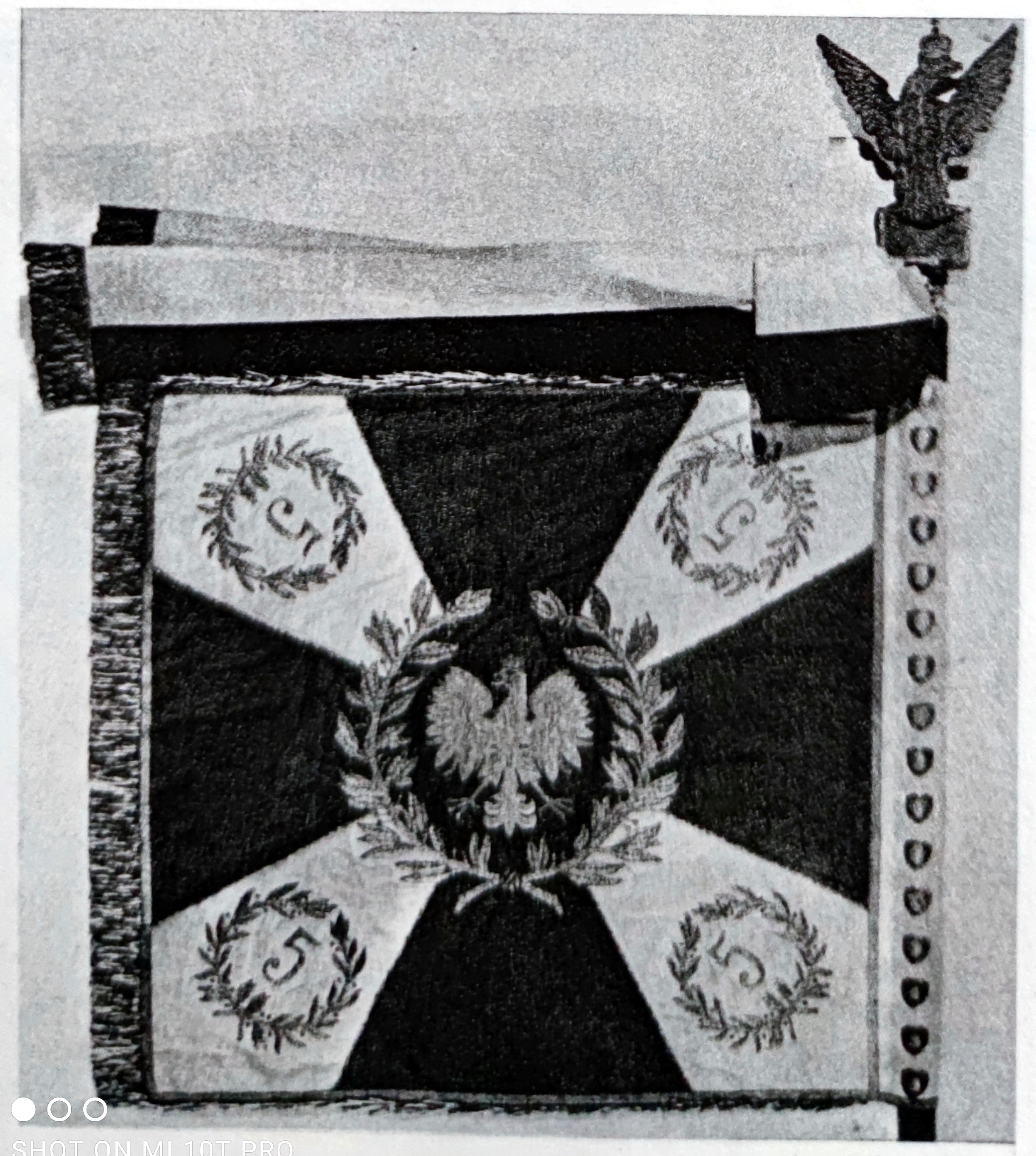

### Sztandar
23 maja 1937 Prezydent RP Ignacy Mościcki zatwierdził wzór sztandaru 5 btlgr.

18 czerwca 1937, w Warszawie, marszałek Polski Edward Śmigły-Rydz wręczył dowódcy baonu sztandar ufundowany przez społeczeństwo Krakowa.

Na lewej stronie płatu sztandarowego są umieszczone: w prawym górnym rogu na tarczy wizerunek Matki Boskiej Częstochowskiej, w lewym górnym rogu na tarczy znak wojsk łączności, w prawym dolnym rogu na tarczy godłu m. Krakowa, w lewym dolnym rogu na tarczy odznaka pamiątkowa 5 baonu telegraficznego, na dolnym ramieniu krzyża kawalerskiego napis: „Kraków 8 VIII 1914”.
Sztandar aktualnie eksponowany jest w Instytucie gen. Sikorskiego w Londynie.

### Odznaka pamiątkowa
16 października 1929 Minister Spraw Wojskowych, marszałek Polski Józef Piłsudski zatwierdził wzór i regulamin odznaki pamiątkowej 5 Samodzielnego Batalionu Łączności, a 11 kwietnia 1931 – wzór i regulamin odznaki pamiątkowej 5 btlgr.
Odznaka o wymiarach 40x40 mm ma kształt równoramiennego krzyża o ostro zakończonych ramionach, na nich wpisano numer i inicjały 5 BT oraz rok 1929. Pomiędzy ramionami umieszczono po dwie złote błyskawice, w centrum emaliowany medalion z orłem. Dwuczęściowa - oficerska, wykonana w srebrze, orzeł mocowany dwoma nitami.

## Dziedzictwo tradycji
Na podstawie decyzji nr 66/MON ministra obrony narodowej z 14 maja 2021 Regionalne Centrum Informatyki Kraków przejęło i z honorem kultywuje dziedzictwo tradycji 5 Batalionu Telegraficznego (1919–1939) oraz otrzymało imię płk. Ignacego Junosza-Drewnowskiego.